# Christian Krieglmeier
Christian Krieglmeier (* 27. Juni 1979 in Landsberg am Lech) ist ein ehemaliger deutscher Fußballtorhüter. Seit 2013 ist er beim FC Augsburg als Torwarttrainer im Nachwuchsleistungszentrum tätig.

## Karriere
Krieglmeier begann in der Jugend des FC Augsburg. 2000 wechselte er als junger Perspektivspieler zum Bundesligaabsteiger SSV Ulm 1846, kam jedoch als dritter Mann hinter Andreas Hilfiker und Holger Betz nicht zum Einsatz. Nachdem die Mannschaft ins Amateurlager abgestiegen war, ging er 2001 zum Zweitligisten SSV Reutlingen, bei dem er in den darauffolgenden beiden Spielzeiten Ersatztorhüter hinter Goran Ćurko und Achim Hollerieth war und zu zwei Einsätzen kam.
2003 wechselte Krieglmeier zu seinem Heimatverein, dem damaligen Regionalligisten FC Augsburg, zurück, mit dem er 2006 in die 2. Bundesliga aufstieg. In der Regionalliga-Zeit kam er als Ersatztorwart zu insgesamt sieben Einsätzen, seit dem Aufstieg war er hinter Zdenko Miletić und Sven Neuhaus der dritte Torwart der Mannschaft, bestritt aber kein Spiel. Sein Vertrag wurde nicht verlängert. Inzwischen arbeitet er bei einem Sportartikelhersteller und hat seine Profilaufbahn beendet. Er ging 2008 zum TSV Gersthofen in die Landesliga, stieg aber 2011 in die Bayernliga auf. 2012 ging er zum FC Augsburg zurück, um in der zweiten Mannschaft in der Regionalliga Bayern zu spielen.